# サカモト教授
サカモト教授（サカモトきょうじゅ、英語表記：Prof. Sakamoto、1980年2月11日 - ）は、日本のミュージシャン。本名は坂本 健太郎（さかもと けんたろう）。大阪府出身。京都大学経済学部卒業。ヒャダインこと前山田健一は学部は違うが京都大学の同期生（サカモトは一浪）。

## 概要
1983年発売の任天堂のゲーム機「ファミリーコンピュータ」（ファミコン）が上に乗ったマスクを頭に被り、ファミコン本体に挿し込んだロムカセットのゲームの音楽をチップチューンの音色で演奏するというスタイルでパフォーマンスを行う。当時ファミコンのゲームをプレイしていた世代を中心に支持されているが、当時を知らない下の世代にも支持が広がっている。
関東地方を中心に全国でのライブを行い、週末にはニコニコ生放送やUstreamのストリーミング配信で視聴者からのリクエストにその場で応え演奏する企画も行っている。ゲーム音楽のジャンルを扱うにあたり著作権の問題に直面する機会が多いが、JASRACに登録されている楽曲や著作権者（メーカーなど）に直接許可を取った楽曲のみを演奏している。

## 略歴
4歳からピアノを習い始めて絶対音感を身に付け、同時期にファミコンのゲームにも触れる。小学校低学年の時期には、教室にあったオルガンでファミコンのゲームの曲を演奏し人気者となる。
高校時代からはバンド活動を開始し大学では軽音楽部に所属、この時組んだバンドで全国ツアーを行う。そうした中、京都で開催したフェス内で観客からゲーム音楽のリクエストを募りその曲を演奏するという余興を行ったところステージ周りに1000人ほどの人だかりができる事態となり、自身が子供時代にしていたパフォーマンスに集客力があるということを実感する。その後、友人からファミコン付きマスクがプレゼントされ、これを被って演奏するスタイルが確立する。
2005年から「サカモト教授」の名義で活動を開始。大学卒業後はサカモト教授の活動とバンド活動を並行して行う生活を送っていたが、学生時代の先輩の勧めで東京の企業に就職し、ゲームプログラマとして活動する。この時代の担当作に、ロード オブ ヴァーミリオンシリーズのサーバプログラムがある。
ある時、東京へ来ていた音楽仲間から誘いを受けライブのゲストとしてパフォーマンスを披露したところ、客席最前列にいた観客がその様子を撮影しており、ニコニコ動画に動画が投稿された。自身はそれまで一視聴者としてニコニコ動画を利用していたが、動画再生ランキングでその動画が総合1位になっているのを発見し、以降、自身の動画を数多く投稿することになる。
ウェブサイト「ほぼ日刊イトイ新聞」の企画「サカモト教授の8bitジュークボックス」では、「教授」こと坂本龍一の娘である坂本美雨とのユニット「サカモト兄妹」を結成している。また、チップチューン以外の分野にも手を広げ、ゲーム音楽コンサート「東京ゲームタクト」ではオーケストラ編曲も行っている。

## ディスコグラフィ

### オリジナル・アルバム
|     | 発売日         | タイトル | 規格品番  | 収録曲 | 備考              |
| --- | -------------- | -------- | --------- | --- | ----------------- |
| 1st | 2009年10月31日 | INSERT   | SKMT-0001 | 1. プロローグ 2. フィールド 3. バトル 4. ラストダンジョン 5. ラスボス 6. エピローグ 7. 8bit shower for "SF百景" 8. We are here | PSKMT             |
| 2nd | 2011年02月09日 | SKMT     | LACD-0194 | 1. SAMURAI 2. 8bit shower for"SF 百景” 3. bitwave 4. INVADER 5. PLAY THE GAME 6. We are here 7. Pollyannna | オリコン最高176位 |
| 3rd | 2014年09月17日 | REBUILD  | LACD-0236 | 1. 僕らの世界にダンスを 2. Gameboy, Gamegirl feat.SKY-HI 3. FLASHMAN STAGE 4. bot帝国の逆襲 5. HOME 6. SAMURAI 2 7. My Way feat.流田豊（流田Project） 8. FLOWER feat.坂本美雨 9. REBUILD 特典CD-R 1. SAMURAI-2013 EDITION 2. 涙の8bit shower 3. Digital Patterns 4. SAMURAI - HARDWARE EDITION 5. ENERGY | オリコン最高144位 |

### カバー・アルバム
|     | 発売日         | タイトル                            | 規格品番   | 収録曲 | 備考 |
| --- | -------------- | ----------------------------------- | ---------- | --- | ---- |
| 1st | 2011年12月21日 | サカモト教授の8bit ジュークボックス | LACD-0226A | 1. 浪漫飛行（米米CLUB） 2. どんなときも。（槇原敬之） 3. ロビンソン（スピッツ） 4. 大迷惑（ユニコーン） 5. TRAIN-TRAIN（THE BLUE HEARTS） 6. ONLY YOU (BOØWY) 7. ROSIER（LUNA SEA） 8. Etupirka（葉加瀬太郎） 9. 夏の日の1993 (class) 10. I'm proud（華原朋美） 11. アジアの純真 (PUFFY) 12. My Revolution（渡辺美里） 13. ロマンスの神様（広瀬香美） |      |

### 配信限定シングル
| 発売日        | タイトル                                               | レーベル  |
| ------------- | ------------------------------------------------------ | --------- |
| 2024年1月21日 | おジャ魔女カーニバル!! feat.初音ミク                   | fyto inc. |
| 2024年3月2日  | ブルーバード feat.初音ミク                             | fyto inc. |
| 2024年3月2日  | うる星やつらのテーマ～ラムのラブソング～ feat.初音ミク | fyto inc. |
| 2024年3月9日  | ムーンライト伝説 feat.初音ミク                         | fyto inc. |

### ゲーム
- 勇現会社ブレイブカンパニー（2011年 バンダイナムコゲームス） - ミュージックコンポーザー
- 大合奏!バンドブラザーズP（2013年 任天堂） - 細川たかし『北酒場』のアレンジ曲を提供[5]
- 太鼓の達人 キミドリVer.（2014年 バンダイナムコアミューズメント） - 『ピコピコ マッピー』『ピコピコ ルイン』を提供
- 8BIT MUSIC POWER（2016年、コロンバスサークル） - 「NARU YONI NARU」を提供
- アルワの覚醒（2017年 Elden Pixels） - 最終ボス戦の曲を提供[6]

### オフィシャルブック
- サカモト教授 完全攻略本 （2012年3月26日）発売

### 楽曲提供・参加作品
| 発売日         | タイトル                                                          | 規格品番             | 収録曲 | 備考                                   |
| -------------- | ----------------------------------------------------------------- | -------------------- | --- | -------------------------------------- |
| 2011年7月27日  | ユルアニ?コンピレーションCD                                       | KICA-3157            | 32.「瀬戸の花嫁」編曲 歌:若林正恭                                                                                           | キングレコード                         |
| 2011年10月26日 | ユルアニ?×若林正恭（オードリー）                                  | KIZM-127             | 1.「瀬戸の花嫁」 2.「HEART〜鳩とお嫁さん〜」作曲編曲 歌:若林正恭                                                            | スターチャイルド                       |
| 2012年5月30日  | SKY-HI presents FLOATIN' LAB/V.A.                                 | BLMS-0001            | | BULL MOOSE                             |
| 2012年11月28日 | ヒャダイン「20112012」                                            | LACA-9254 LACA-39254 | 10.Hyadain Quest tuned by サカモト教授 -Interlude-                                                                          | Lantis                                 |
| 2012年12月19日 | サクライ助手「初面-WOMEN-」                                       | VICP-65097           | 全曲プロデュース | Victor Entertainment                   |
| 2014年5月21日  | エイプリルズ／テクプリ・トリビュート〜テクプリ Happy Ever After〜 | TPOT-0008            | 4.ムーンライトフラッシュ |                                        |
| 2014年7月2日   | モンスターハンター コンピレーション "RE:"MIX チップチューン       | CPCA-10342           | 5.旅立ちの風（サカモト教授 Super 8bit Remix）                                                                               | カプコン                               |
| 2014年10月1日  | ストリートファイター コンピレーション "RE:"MIX チップチューン     | CPCA-10346           | 5.ケン (8bit Tornado Remix)                                                                                                 | カプコン                               |
| 2015年1月14日  | 大神 編曲集 其の壱、レトロ                                        | CPCA-10375           | 19.勇者オキクルミ（サカモト教授 レトロバージョン）(Extra Track) 21.太陽は昇る（サカモト教授 レトロバージョン）(Extra Track) | カプコン                               |
| 2015年2月25日  | 映画 海月姫 オリジナル・サウンドトラック                          | LACD-0253            | 34.8BIT SHOWER -KURAGE HIME VER.-                                                                                           | Lastrum                                |
| 2015年08月     | 『グランブルーファンタジー』リミックスCD                          |                      | | イベント会場限定                       |
| 2015年9月9日   | Suck a Stew Dry「Wake me up!」                                    | LACD-0261            | 3.さよならリトルスパイダー（アレンジを担当）                                                                                | Lastrum                                |
| 2016年1月30日  | 8BIT MUSIC POWER                                                  | CC-8BMP-BK           | 5.NARU YONI NARU | コロンバスサークル FC/FC互換機用ソフト |
| 2016年11月23日 | 8BIT MUSIC POWER                                                  | COCX-39783           | 5.NARU YONI NARU | 日本コロムビア                         |

## 出演

### テレビ番組
- 爆裂★エレキングダム!!（スペースシャワーTV、2011年3月11日・9月2日・2012年1月13日）
- MUSIC FOCUS（千葉テレビ、2011年4月20日）
- 夜遊び三姉妹（日本テレビ、2011年5月12日）
- もてもてナインティナイン（TBSテレビ、2011年11月22日）　ファミコン音楽ワケメンとして出演
- ドリームクリエイター（テレビ東京、2011年12月15日・2013年3月7日・5月22日）
- コネクト拡大版！！（NHK総合、2012年1月7日）
- しか〜も!!（日本テレビ、2012年1月14日）
- 世界まる見え!テレビ特捜部（日本テレビ、2012年1月30日）
- Qさま!!（テレビ朝日、2012年3月26日）京大軍団メンバーとして
- 音流〜On Ryu〜（テレビ東京、2014年9月19日）

### ラジオ番組
- RADIO DRAGON（エフエム東京、2011年4月14日・11月24日・12月26日）
- Kakiiin（TBSラジオ、2011年8月29日）
- SUNDAY FLICKERS（JFN系列、2011年12月18日）
- STROBE NIGHT!（NACK5、2011年12月19日）
- NEO STREAM NIGHT（bayfm、2011年12月25日）
- シンクロノシティ（エフエム東京、2012年1月18日）
- AIR CRUISE（横浜エフエム放送、2012年1月28日）
- ゴールデンボンバー鬼龍院翔のオールナイトニッポン（ニッポン放送、2012年2月6日）

### ニコニコ生放送
- あそビバーチェ！（2010年7月18日・10月9日）
- サカモト教授「SKMT」リリース記念＠ニコニコ本社（原宿）ライブ（2011年2月5日）
- 経済産業省 「ジャパンデザイン＋」 デザイナー海外派遣プロジェクト 大報告会（2011年2月18日）
- ほぼ日×ニコニコ　サカモト教授の8bitジュークボックス（2011年6月30日・12月22日）
- ほぼ日×ニコニコ　「サカモト兄妹」の8bitジュークボックス　TK NITE（2011年8月9日）
- ニコニコ寄席 ～第二幕～（2011年11月5日）
- ドリームクリエイター（2011年12月10日）
- AAA日高光啓の「生でSKY!?-HIそうですかい。」（2011年12月12日）
- ニコラジ（2011年12月20日・2014年6月26日）
- 逹瑯×ミヤ SS（たつみやしーくれっとさーびす）（2012年2月3日）
- SIRENシリーズ+人気ホラーゲーム81時間ぶっ通し！実況（2012年8月10日）
- ほぼ日×ニコニコ　サカモト兄妹 愛を叫ぶ夜（2012年9月13日）
- TGS2012（2012年9月22日）
- 高橋名人と椿姫彩菜のゲッチャ！（2012年10月12日）
- ヒャダイン×サカモト教授 MOTHER2 LIVE！（2012年11月27日）
- サカモト教授とサクライ助手の週アスライブ（2012年12月9日）
- ニコニコ超会議2（2013年4月28日）
- ほぼ日×ニコニコ 坂本美雨＆サカモト教授LIVE 「サカモト兄妹 1979-2013」（2013年7月4日）
- ニコニコ超会議3（2014年4月26日）
- カプコンTV!（2014年7月2日）
- 太鼓の達人　太鼓チーム公式生放送だドン！（2014年8月28日）
- ほぼ日×niconicoコラボ サカモト教授LIVE＠ほぼ日 MOTHER＋REBUILD（2014年9月17日）
- 電人☆ゲッチャ！（2014年9月25日）
- エミル・クロニクル・オンライン『ECO祭2014』（2014年11月23日）
- アトラス×ヴァニラウェアが贈る「オーディンスフィア レイヴスラシル」秋の実演会（2015年9月26日）
- ヲタ×マニ ＃2 〜『クロノ・トリガー』の巻〜（2016年11月2日）

## ミュージックビデオ
| 監督         | 曲名                                                                          |
| サカモト教授 | 「SAMURAI」「8bit shower for“SF 百景”」「サカモト教授の8bitジュークボックス」 |
| 本郷伸明     | 「僕らの世界にダンスを」                                                      |

## 出演イベント
- 2011年06月18日 - RUSH BALL★R
- 2012年02月11日 - BAYCAMP 201202
- 2012年03月17日 - MUSIC CUBE 12
- 2012年03月20日 - SANUKI ROCK COLOSSEUM〜BUSTA CUP 3rd round〜
- 2013年06月16日 - SHAKE!005
- 2014年09月23日 - アーバンギャルド Presents 鬱フェス 2014 Sapported by ミュージックDNAトーキョー
- 2015年02月08日 - Strummin' Night
- 2015年09月05日 - アーバンギャルド Presents 鬱フェス 2015
- 2015年09月13日 - スーパーマリオ30祭 SUPER MARIO BROS. 30th Anniversary Festival